# 整流子電動機

整流子電動機の動作。外側に配置される界磁と、内側で回転する電機子による構成。

整流子電動機（せいりゅうしでんどうき、英語：commutator motor）は、電機子に流れる電流を回転位相に応じて切り替え、回転モーメントを一定方向に保つための機械的整流子とブラシを有する電動機である。電機子は巻線による電磁石である。

## 構造
- 回転子：回転する電機子
- 固定子：固定された界磁
- 整流子：電流の方向を交替させる回転スイッチ
- ブラシ：整流子に接触し電流を流す部分

## 動作原理
フレミング左手の法則によって力を得る。コイルとブラシによって常に磁界に対して同じ向きの電流が流れる為、同じ向きで回転する。

## 分類
- 直流整流子電動機
  - 永久磁石界磁形整流子電動機
    - 鉄心電動機：玩具などに使われる。

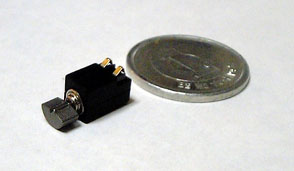
携帯電話のバイブレータ用小型モータ。軸に半月形の重りが取り付けてある。メーカーによっては回転子そのものをアンバランスにした、振動発生専用モータもある

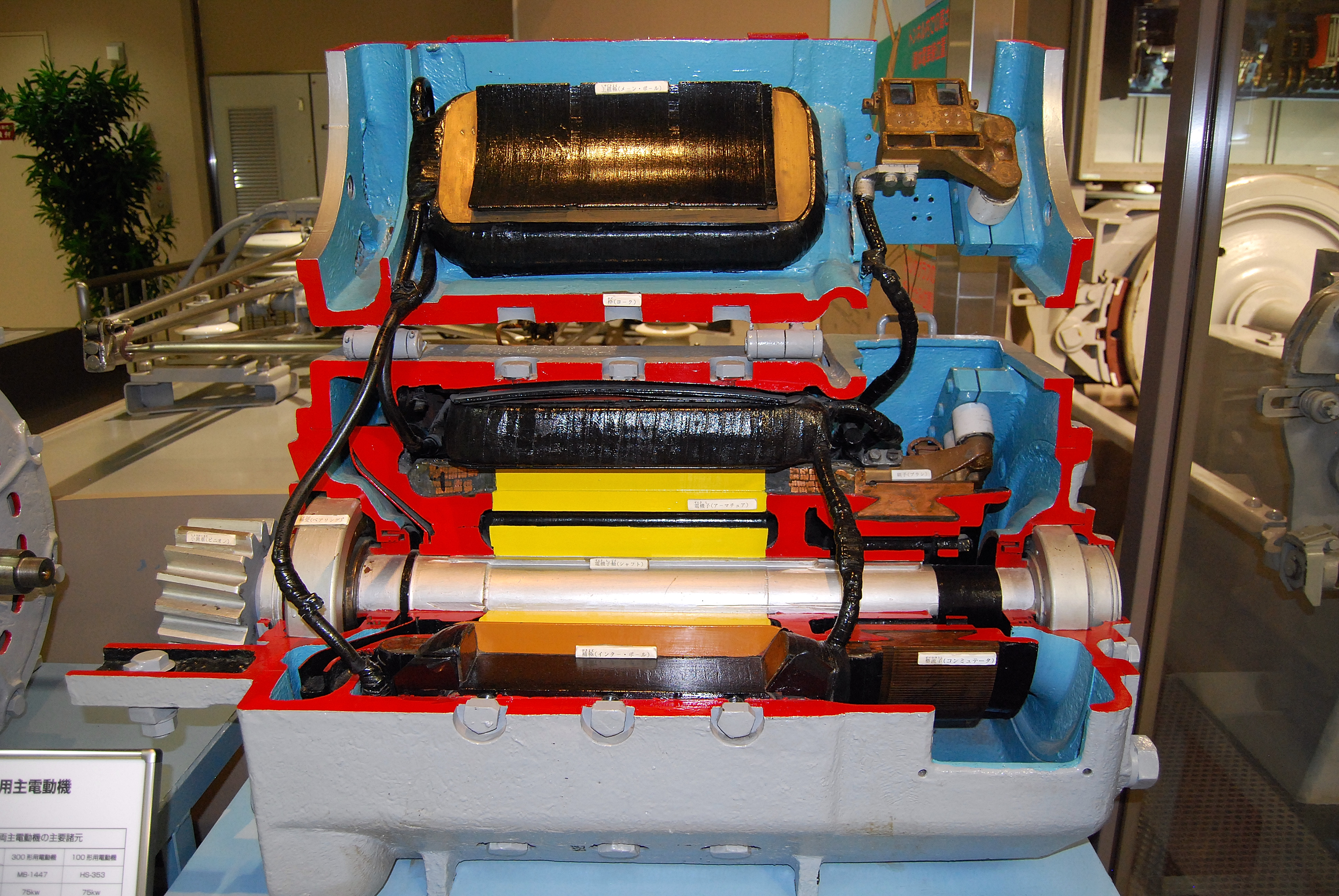
営団地下鉄（現東京メトロ）100形に使用されていた直流整流子電動機（カットモデル）

    - 無鉄心電動機（コアレスモータ）：携帯電話の振動モータなどに使われる。

  - 電磁石界磁形整流子電動機
    - 直巻整流子電動機：電気鉄道に使われる。
    - 分巻整流子電動機：ディーゼル機関車やエレベータに使われる。
    - 複巻整流子電動機：界磁チョッパ制御との組み合わせで電気鉄道に使われる。
- 交流整流子電動機

## 仕様
- トルク：磁束と電機子電流に比例する。
- 出力：回転速度とトルクの積に比例する。

## 歴史
1832年にウィリアム・スタージャンが直流整流子電動機を発明する。